# Ștefan Andrei

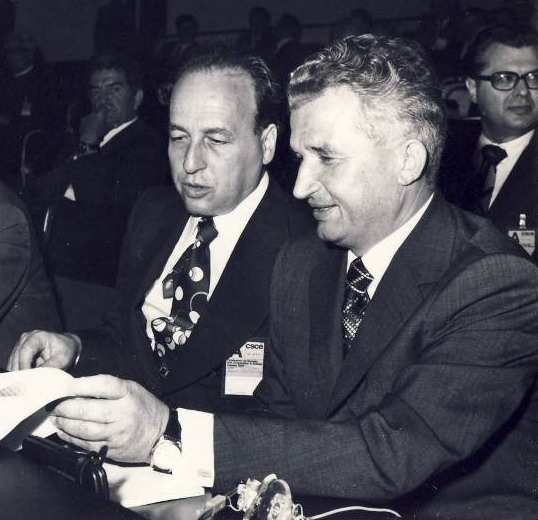
Ștefan Andrei (links) mit Nicolae Ceaușescu auf der Konferenz über Sicherheit und Zusammenarbeit in Europa (KSZE) in Helsinki (1975)

Ștefan Andrei (* 29. März 1931 in Livezi, Podari, Kreis Dolj; † 31. August 2014 in Bukarest) war ein rumänischer Politiker der Rumänischen Kommunistischen Partei PMR (Partidul Muncitoresc Român) und ab 1965 PCR (Partidul Comunist Român), der unter anderem zwischen 1972 und 1978 Mitglied des Sekretariats des Zentralkomitees (ZK) der PCR, von 1972 bis 1974 Kandidatmitglied des Exekutivkomitees des ZK, zwischen 1974 und 1989 Kandidatmitglied des Politischen Exekutivkomitees des ZK sowie von 1978 bis 1985 Außenminister Rumäniens war. Andrei, der mit der bekannten Schauspielerin Violeta Andrei verheiratet war, wurde als Leiter des Außenministeriums Nachfolger von George Macovescu und war in dieser Funktion auch Mitglied des Verteidigungsrates der Sozialistischen Republik Rumänien.

## Leben

### Studium, Journalist und Parteifunktionär
Andrei besuchte von 1943 bis 1951 das Frații Buzeşti-Lyzeum in Craiova und begann danach ein Studium im Fach Wasserbauingenieurwesen an der Technischen Universität für Bauwesen Bukarest, das er 1954 abschloss. Bereits während seines Studiums wurde er 1951 Redakteur in der Sektion für Internationales von Scânteia tineretului, der Tageszeitung der kommunistischen Union der Arbeiterjugend UTM (Uniunea Tineretului Muncitor). 
Nach Abschluss seines Studiums als Wasserbauingenieur wurde Andrei 1954 Chef des Laboratoriums und Assistent am Institut für Erdöl und Gas in Bukarest. Im Anschluss wurde er 1960 Leiter der Kommission für Kultur und Kunst sowie der Internationalen Kommission des Rates der Union der Studentenverbände in Rumänien UASR (Uniunea Asociațiilor Studenților din România). Er war daraufhin von 1961 bis Mai 1965stellvertretender Leiter der Abteilung für Beziehungen mit dem Ausland des ZK der PMR beziehungsweise von Mai 1965 bis zum 23. Juli 1966 stellvertretender Leiter der Abteilung für auswärtige Angelegenheiten des ZK der PCR. Danach war er seit dem 23. Juli 1966 Erster stellvertretender Leiter der Internationalen Abteilung des ZK der PCR und damit der engste Mitarbeiter von deren Leiterin Ghizela Vass.
Auf dem zehnten Parteitag der PCR vom 6. bis 12. Oktober 1969 wurde er zunächst Kandidat des ZK und dann am 21. Juli 1972 Mitglied des ZK der PCR, dem er bis zum 22. Dezember 1989 angehörte. 

### ZK-Sekretär, Außenminister und Vize-Ministerpräsident
Darüber hinaus wurde er am 21. Juli 1972 auch Mitglied des Sekretariats des ZK und behielt diese Funktion bis zum 23. März 1978. Zuvor wurde er am 18. April 1972 Kandidat des Exekutivkomitees des ZK der PCR und anschließend vom 24. November 1974 bis zum 22. Dezember 1989 Kandidat des Politischen Exekutivkomitees des ZK der PCR. Andrei, der seit dem 29. April 1974 Mitglied des Verteidigungsrates der Sozialistischen Republik Rumänien (Consiliul Apărării al Republicii Socialiste România) war, wurde am 9. März 1977 Leiter der Internationalen Abteilung des ZK.
Andrei wurde 1975 erstmals Mitglied der Großen Nationalversammlung (Marea Adunare Națională) und vertrat dort zunächst den Wahlkreis Târgu Jiu Nr. 1 sowie zwischen 1980 und 1985 den Wahlkreis Horezu Nr. 4, ehe er von 1985 bis 1989 den Wahlkreis Videle Nr. 7 vertrat.
Am 28. März 1978 wurde Andrei Außenminister (Ministrul Afacerilor Externe) und damit Nachfolger von George Macovescu. Er behielt dieses Ministeramt bis zum 11. November 1985 und wurde dann durch Ilie Văduva abgelöst. Er selbst wurde daraufhin Präsident des Zentralrates für die Kontroll der Arbeit der wirtschaftlichen Aktivitäten und Soziales (Consiliului Central de Control Muncitoresc al Activitãții Economice şi Sociale) und übte diese Funktion bis zum 24. Oktober 1987 aus. Im Anschluss war er zwischen dem 14. September 1987 und dem 22. Dezember 1989 Vize-Ministerpräsident und damit Stellvertreter von Ministerpräsident Constantin Dăscălescu.
Andrei war mit der bekannten Schauspielerin Violeta Andrei verheiratet, die auch in mehreren DEFA-Spielfilmen mitwirkte wie beispielsweise Severino (1978), in dem sie an der Seite von Gojko Mitić die Häuptlingstochter Maruja spielte.

### Ehrungen und Auszeichnungen
Für seine langjährigen Verdienste wurde Andrei mehrfach ausgezeichnet und erhielt unter anderem 1962 den Orden der Arbeit Dritter Klasse (Ordinul Muncii), 1966 den Stern der Sozialistischen Republik Rumänien Vierter Klasse (Ordinul Steaua Republicii Socialiste România) sowie 1971 Dritter Klasse, 1981 den Orden 23. August Erster Klasse (Ordinul 23. August) sowie 1984 die Medalia A 40-a aniversare a revoluției de eliberare socialã şi naþionalã, antifascistã şi antiimperialistã.